# Emita
Los emitas o Emim (en hebreo: אֵמִים) era el nombre moabita para una de las tribus de Refaim. Están descritos en Deuteronomio, capítulo dos, como un pueblo poderoso y numeroso, así como un reino de éxito. Fueron derrotados por los moabitas, que ocuparon su territorio.
También son mencionados en Génesis 14:5 y según Rashi, su nombre se traduciría como “los temidos” (Hertz 1936)

Antes habitaron allí los emitas, un pueblo tan grande, numeroso y alto como los anaceos (Deuteronomio 2:10-11).